# Antoni Pawlicki
Antoni Karol Pawlicki (ur. 22 października 1983 w Warszawie) – polski aktor filmowy, telewizyjny i teatralny, działacz społeczny.

## Życiorys

### Wczesne lata
Jest synem operatora Tadeusza Pawlickiego. Ma starszego brata, Jana (ur. 29 sierpnia 1978), dziennikarza, producenta, scenarzystę i byłego dyrektora TVP1. Jego babka Barbara Rachwalska była aktorką. Jego stryj Maciej Pawlicki to dziennikarz i producent filmowy.
Ukończył XL Liceum Ogólnokształcące z Oddziałami Dwujęzycznymi im. Stefana Żeromskiego w Warszawie w klasie o profilu estradowym. W 2006 ukończył studia na wydziale aktorskim Akademii Teatralnej im. A. Zelwerowicza w Warszawie. Wystąpił w spektaklach dyplomowych Akademii Teatralnej: Letnicy Maksyma Gorkiego (2003) w reżyserii Eugeniusza Korina jako Pustobajka, Bezimienne dzieło Witkacego (2005) w reż. Jana Englerta jako Cynga i Trzy siostry Antona Czechowa (2006) w reż. Agnieszki Glińskiej jako Aleksander Ignatjewicz Wierszynin.

### Kariera
W wieku 14 lat pojawił się jako uczeń z LVI Liceum Ogólnokształcącego im. Tetmajera w telenoweli TVP1 Klan (1997). Występował gościnnie w serialach: Rodzinka (2004), Kryminalni (2004), Pensjonat pod Różą (2004–2005) i Królowie śródmieścia (2006). W trakcie studiów zadebiutował na kinowym ekranie w głównej roli jako 19-letni Ślązak Wojtek w dramacie Sławomira Fabickiego Z odzysku (2006), za którą został uhonorowany nagrodą za debiut aktorski w głównej roli męskiej na Koszalińskim Festiwalu Debiutów Filmowych „Młodzi i Film”, nagrodą aktorską i nagrodą „Odkrycie Festiwalu” na Ogólnopolskim Festiwalu Sztuki Filmowej Prowincjonalia we Wrześni, nagrodą za główną rolę męską na Międzynarodowym Festiwalu Filmowym w Salonikach oraz nagrodą za najlepszą rolę męską na Międzynarodowym Festiwalu Filmowym w Bratysławie.
Po raz pierwszy wystąpił na profesjonalnej scenie Teatru Nowego w Poznaniu w roli Romea w inscenizacji dramatu Williama Szekspira Romeo i Julia (2005) w reżyserii Janusza Wiśniewskiego. W Teatrze Nowym w Łodzi grał rolę Asafa w sztuce Edny Mazyi Zabawy na podwórku (Games in the Backyard, 2007) w reż. Tomasza Gawrona. W Teatrze Telewizji został obsadzony w głównej roli studenta prawa, pracującego jako ankieter dla agencji badania opinii publicznej zbierającego odpowiedzi na pytanie: komu wierzysz? w spektaklu Komu wierzycie? (2006) w reż. Macieja Pieprzycy i jako Andrzej Hybik w przedstawieniu Sceny Faktu Oskarżeni. Śmierć sierżanta Karosa (2007).
Zagrał w komedii romantycznej Ryszarda Zatorskiego Dlaczego nie! (2007), dramacie wojennym Andrzeja Wajdy Katyń (2007) i melodramacie wojennym Michała Kwiecińskiego Jutro idziemy do kina (2007). Szerokiej widowni stał się znany dzięki roli Janka Markiewicza, żołnierza Związku Walki Zbrojnej i Armii Krajowej tzw. „Cichociemnego” w serialu wojennym TVP2 Czas honoru (2008–2014), a także jako komisarz Michał Orlicz w serialu TVP1 Komisarz Alex (2013–2016). Wziął udział w piątej edycji teleturnieju Wielki Test z Historii, a w 2011 zagrał w teledyskach do piosenki zespołu Syrop „Młynek” i utworu Izy Lach „Chociaż raz”. W 2017 zwyciężył w finale drugiej edycji programu Azja Express w duecie z Pawłem Ławrynowiczem. Zagrał prokuratora Andrzeja Siedleckiego w serialu Polsatu W rytmie serca (2017–2020), chirurga Jana Sowińskiego w serialu Telewizji Polskiej Echo serca (2019–2020) oraz Aleksandra Wyrzykowskiego w serialu Polsatu Mecenas Porada (od 2021).

## Życie prywatne
Pod koniec lata 2018 poślubił Agnieszkę Więdłochę, z którą ma córkę Walerię (ur. 15 grudnia 2020).

## Filmografia
- 2023: Mój agent, jako on sam (odc. 1, sezon 2)
- 2022: Gdzie diabeł nie może, tam baby pośle – tajemnice polskich fortun, jako porucznik Wojciech Maciejak
- 2021: Bartkowiak, jako Wiktor Bartkowiak
- od 2021: Mecenas Porada, jako mec. Aleksander Wyrzykowski[10]
- 2023: Uwierz w Mikołaja, jako Artur
- 2021: Gierek, jako generał Roztocki
- 2021: Orzeł. Ostatni patrol, jako podporucznik Marian Mokrski
- 2021: Gorzko, gorzko!, jako dyrektor kreatywny
- 2020: Chyłka. Rewizja, jako Piotrowski, prezes „Salusa”
- 2019: Proceder, jako „Kroku”
- 2019: Legiony, jako Jerzy Topór-Kisielnicki
- 2019–2020: Echo serca, jako lekarz Jan Sowiński
- 2017: Volta, jako pułkownik Krasiński
- 2017–2020: W rytmie serca, jako Andrzej Siedlecki
- 2016: Na dobre i na złe, jako Filip Leśniewski (odc. 628)
- 2016: Wszystko gra, jako Antoni Lis / Woland Lis
- 2016: Na noże, jako Bogdan Serafin
- 2016: Ojciec Mateusz, jako Marcin Górski (odc. 207)
- 2015: Skazane, jako Rafał Janisz, mąż Marty
- 2013–2016: Komisarz Alex, jako komisarz Michał Orlicz
- 2013: Papusza, jako Jerzy Ficowski
- 2012: Big Love, jako Maciek Dolny
- 2012: Kac Wawa, jako Jarek
- 2011: Ojciec Mateusz, jako Julian Dębski (odc. 67)
- 2011: Instynkt, jako Kamil Małecki (odc. 2)
- 2011: Los numeros, jako Adam
- 2011: Cudowne lato, jako Konrad Gadowski
- 2010: Kołysanka, jako ministrant
- 2009: Naznaczony, jako Jacek Kotulski, przyjaciel Andrzeja, brat Marty (odc. 5)
- 2009: Drzazgi, jako Robert Sojka
- 2009: Wszystko, jako facet Moniki
- 2009: Ostatnia akcja, jako Robert Malinowski
- 2009: Incydent, jako Michał Kwieciński
- 2008–2012, 2014: Czas honoru, jako Janek Markiewicz, mąż Leny
- 2008: Jeszcze nie wieczór, jako student
- 2007: Jutro idziemy do kina, jako Piotr Dołowy
- 2007: Dlaczego nie!, jako Piotr
- 2007: Katyń, jako Tadeusz, syn Elżbiety
- 2006: Królowie śródmieścia, jako Artur
- 2005: Z odzysku, jako Wojtek
- 2004: Kryminalni, jako Paweł Straszyński (odc. 6)
- 2004–2005: Pensjonat pod Różą, jako „Pająk”, kolega Mikołaja (odc. 31, 43)
- 2004: Rodzinka, jako Tomek, kolega Kingi (odc. 10, 14)
- 1997: Klan, jako uczeń LVI Liceum Ogólnokształcącego im. Tetmajera

## Role teatralne
| data premiery | tytuł                                      | rola                     | autor               | reżyser             | teatr                                            |
| ------------- | ------------------------------------------ | ------------------------ | ------------------- | ------------------- | ------------------------------------------------ |
| 2005          | Romeo i Julia                              | Romeo                    | William Shakespeare | Janusz Wiśniewski   | Teatr Nowy w Poznaniu                            |
| 2007          | Zabawy na podwórku (Games in the Backyard) | Asaf                     | Edna Mazya          | Tomasz Gawron       | Teatr Nowy w Łodzi                               |
| 2008          | HollyDay                                   | Jim                      | Michał Siegoczyński | Michał Siegoczyński | Teatr Studio im. Stanisława Ignacego Witkiewicza |
| 2010          | Showtime                                   | Nick                     | Michał Siegoczyński | Michał Siegoczyński | Teatr Praga                                      |
| 2012          | Dobry wieczór kawalerski                   | Młody                    | Dorota Truskolaska  | Piotr Nowak         | Teatr Palladium w Warszawie                      |
| 2013          | 3 razy łóżko                               | Młody                    | Jan Jakub Należyty  | Piotr Dąbrowski     | Krakowski Teatr Komedia                          |
| 2015          | Czarodziejska góra                         | Joachim Ziemssen         | Thomas Mann         | Wojciech Malajkat   | Teatr Syrena                                     |
| 2015          | Pokrewieństwie dusz                        | On                       | Carey Perloff       | Romuald Szejd       | Teatr Scena Prezentacje w Warszawie              |
| 2016          | Matki i synowie                            | homoseksualny Will Ogden | Terrence McNally    | Krystyna Janda      | Teatr Polonia                                    |
| 2018          | Mój pierwszy raz                           | Mężczyzna # 1            | Ken Davenport       | Krystyna Janda      | Teatr Polonia                                    |
| 2009          | Fredro dla dorosłych mężów i żon           | Alfred                   | Aleksander Fredro   | Eugeniusz Korin     | Teatr Komedia w Warszawie                        |
| 2018          | Polowanie na łosia                         | Konrad                   | Michał Walczak      | zbiorowa            | Teatr Imka                                       |
| 2019          | Berek, czyli upiór w moherze 2             | homoseksualista Paweł    | Marcin Szczygielski | Ewa Kasprzyk        | Teatr Gudejko w Warszawie                        |

## Polski dubbing
- 2018: Ant-Man i Osa jako Luis
- 2017: Star Wars: Battlefront II, jako Del Meeko[11]
- 2017: Auta 3 jako Jackson Sztorm
- 2015: Mały Książę, jako Lis
- 2015: Ant-Man, jako Luis
- 2013: Turbo, jako Turbo
- 2013: Oz: Wielki i potężny, jako Oz
- 2010: Psy i koty: Odwet Kitty
- 2010: Super Hero Squad, jako Iron Man
- 2008: Speed Racer, jako Speed

## Inne
- 2015: VI Koncert Niepodległości „Rok 1980” w Muzeum Powstania Warszawskiego – narrator[12]

## Nagrody i wyróżnienia
- 2006: Nagroda za najlepszą rolę męską na Międzynarodowym Festiwalu Filmowym w Bratysławie za film Z odzysku
- 2006: Nagroda za główną rolę męską na Międzynarodowym Festiwalu Filmowym w Salonikach za film Z odzysku
- 2007: Nagroda aktorska na Ogólnopolskim Festiwalu Sztuki Filmowej Prowincjonalia we Wrześni za film Z odzysku
- 2007: „Odkrycie Festiwalu” na Ogólnopolskim Festiwalu Sztuki Filmowej Prowincjonalia we Wrześni za film Z odzysku
- 2007: Nagroda za debiut aktorski w głównej roli męskiej na Koszalińskim Festiwalu Debiutów Filmowych „Młodzi i Film” za film Z odzysku
- 2009: Uhonorowany nagrodą „Róże Gali” w kategorii Piękny Debiut[13]
- 2010: III miejsce w plebiscycie portalu Stopklatka.pl, Vivarto i Wydawnictwa Wojciech Marzec na najbardziej obiecującego młodego polskiego aktora

## Odznaczenia
- 2020: Medal „Pro Patria”[14]